# 幽宝軒
幽宝軒（ゆうほうけん、生没年不詳）とは、江戸時代の浮世絵師。

## 来歴
出自・経歴は一切不明。出光美術館所蔵の「やじろべえを持つ美人図」（紙本着色）に、「幽宝軒」の白文方印と印文不明の朱文方印の二つの印章が捺されており（落款は無し）、これによりこの絵の作者とされている。享保の頃の人物とされる。